# Ядавы (род Кришны)

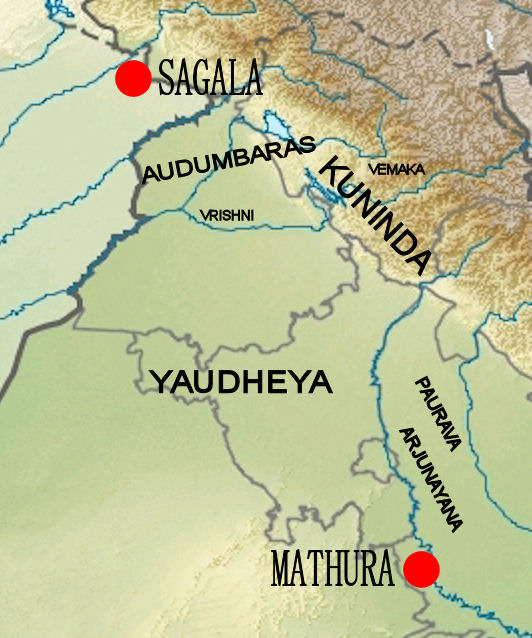
Вришни — один из кланов Ядавов, проживающий в районе Матхуры. Расположение Вришни среди других групп: Аудумбары, Кунинды, Вемаки, Яудхеи, Пауравы и Арджунаяны.

Ядава («потомки Яду») — древний индийский народ, который, как считалось, происходил от Яду, легендарного царя из Лунной династии. Община Ядавов была сформирована из различных кланов, таких как Абхира, Андхака, Вришни и Сатваты, которые поклонялись Кришне. Они перечислены в древнеиндийской литературе как ветви династии Яду (Ядувамши). В разное время на Индийском субконтиненте существовал ряд общин и королевских династий, которые заявляли о своем происхождении от древних кланов и легендарных личностей из Ядавов, называя себя, таким образом, Ядавами. Ядавы периода Махабхараты были известны как последователи вайшнавизма, лидером которого был Кришна. Они были гопами (пастухами), но в то же время имели статус кшатриев, участвуя в битве на Курукшетре. Нынешние ахиры также являются последователями вайшнавизма.
В «Махабхарате» упоминается, что, когда Ядавы (хотя и принадлежащие к группе Абхира) покинули Двараку и Гуджарат после смерти Кришны и отступили на север под предводительством Арджуны, они подверглись нападению и были разбиты.
Считается, что хайхаи, упомянутые среди кланов ядавов в древнеиндийской литературе, произошли от Сахасраджита, старшего сына Яду и других кланов ядавов, включая чеди, видарбхов, сатватов, андхаков, кукуров, Считается, что бходжи, вришни и сурасены произошли от Крошту (или Крошты), младшего сына Яду.
Из разделов вамшанучарита («генеалогия») ряда крупных Пуран можно сделать вывод, что Ядавы распространились по региону Аравалли, Гуджарату, долине Нармада, северному Декану и восточной долине Ганга. «Махабхарата» и Пураны упоминают, что Яды или Ядавы, конфедерация, состоящая из многочисленных кланов, была правителями региона Матхур и её представители являлись пастухами. В «Махабхарате» говорится об исходе Ядавов из Матхуры в Двараку из-за давления со стороны правителей Магадхи, Пауравов, и, вероятно, царства Куру.

## Хайхаи
Хайхая были древней конфедерацией пяти ган (кланов), которые, как считалось, произошли от Яду. Эти пять кланов назывались Витихотра, Шарьята, Бходжа, Аванти и Тундикера. Пять кланов Хайхая называли себя Таладжангхами. Согласно Пуранам, Хайхая был внуком Сахасраджита, сына Яду. Каутилья в своей «Артхашастре» (IAST: Arthaśāstra) упомянал хайхаев. В Пуранах Арджуна Картавирья завоевал Махишмати у Каркотака Нага и сделал его своей столицей.
Позже хайхаи стали также известными как Витихотры, по названию крупнейшего клана. Согласно Пуранам, Витихотра был правнуком Арджуны Картавирьи и старшим сыном Таладжангхи. Рипунджая, последний правитель Витихотры Удджайини, был свергнут своим аматьей (министром) Пуликой, который посадил на трон своего сына Прадьоту. Махаговиндасуттанта Дигха-никаи упоминает о царе Аванти Вессабху (Вишвабху) и его столице Махиссати (Махишмати). Вероятно, он был правителем Витихотров.

## Шашабинду
В Балаканде (70.28) Рамаяны Шашабинду упоминаются вместе с Хайхаями и Таладжангхами. Шашабинды или Шашабиндавы считаются потомками Чакравартина (вселенского правителя) из Шашабинду и сына Читраратхи, праправнука Крошту.

## Чеди
Чеди или Чайдьи были древним кланом Ядавов, земли которого были завоеваны царём Куру Васу, который получил прозвище Чайдйопаричара («победитель Чайдьев») или Упаричара (победитель). Согласно Пуранам, чеди были потомками Чиди, сына Кайшики, внука Видарбхи, потомка Крошты. Сыном царя Чиди был махараджа Дамогоша (отец Шишупалы согласно Махабхарате). От Чайдьев происходят гхоши.

## Видарбхи
Согласно Пуранам, Видарбхи или Вайдарбхи были потомками Видарбхи, сына Джамагхи, потомка Крошту. Самым известным царём Видарбхов был Бхишмака, отец Рукми и Рукмини. В Матсья-пуране и Ваю-пуране Вайдарбхи описываются как жители Декана («Дакшинапатха васинах»).

## Сатваты
Согласно «Айтарейя-брахмане» (VIII.14), сатваты были южным народом, находившимся в подчинении у бходжей. В «Шатапатха-брахмане» (XIII.5.4.21) упоминается, что Бхарата захватил жертвенного коня сатватов. Панини в «Аштадхьяи» упоминает сатватов как племя, принадлежащее к кшатрийской готре и имеющее сангху (племенную олигархию), но в «Манусмрити» (X.23) сатваты помещены в категорию вратья-вайшьев.
Согласно традиции, отражаемой в Хариванше (95.5242-8), Сатвата был потомком царя Ядавов Мадху, а сын Сатваты Бхима был современником Рамы. Бхима отвоевал город Матхуру у рода Икшваку после смерти Рамы и его братьев. Андхака, сын Бхимы, был современником Куши, сына Рамы. Он сменил своего отца на престоле Матхуры.
Считается, что андхаки, вришни, кукуры, бходжи и шурасены произошли от Сатваты, потомка Крошту. Эти кланы были также известны как Сатваты.

### Андхаки
Согласно «Аштадхьяи» (IV.1.114) Панини, андхаки принадлежали к кшатрийской готре и имели сангху (племенную олигархию). В «Дронапарве» (141.15) «Махабхараты» андхаки были отнесены к категории вратьев (отступников от ортодоксии). Согласно Пуранам, Андхаки были потомками Бхаджамана, сына Андхаки и внука Сатваты.
Согласно «Махабхарате», союзную армию андхаков, бходжей, кукуров и вришни в войне на Курукшетре возглавлял Критаварма, сын Хридики из андхаков. Но в том же тексте он также упоминается как Бходжа Мриттикавати.

### Бходжи
Согласно «Айтарейя-брахману» (VIII.14), бходжи были южным народом, князья которого держали в подчинении сатватов. В Вишну-пуране (IV.13.1-61) бходжи упоминаются как ветвь сатватов. Согласно этому тексту, бходжи Мриттикавати были потомками Махабходжи, сына Сатваты. Но, согласно ряду других пуранических текстов, бходжи были потомками Бабру, внука Сатваты. В «Адипарве» «Махабхараты» (85.3533) и в отрывке из «Матсья-пураны» (34.30) бходжи упоминаются как млеччхи. Но другой отрывок «Матсья-пураны» (44.69) описывает их как благочестивых исполнителей религиозных обрядов.

### Кукуры
Каутилья в «Артхашастре» (IAST: Arthaśāstra) (XI.1.5) описывает кукуров как клан с сангху (племенной олигархией), то есть, формой правления, лидер которой носит титул раджи (IAST: rājā, IAST: rājaśabdopajīvinah). Согласно Бхагавата-пуране, кукуры занимали территорию вокруг Двараки. В «Ваю-пуране» упоминается, что правитель Ядавов Уграсена принадлежал к этому клану (Кукуродбхава). Согласно Пуранам, у Ахуки из Кукуров было два сына от царевны Каши, Уграсена и Девака. У Уграсены было девять сыновей, старшим из которых был Камса, и пять дочерей, одной из которых была Деваки. Камса узурпировал трон Матхуры после заключения им Уграсены. Однако, Камса был убит Кришной, сыном Деваки, который восстановил царский статус Уграсены.
В пещере Нашик Гаутами Балашри оставила надпись, сообщающую, что её сын Гаутамипутра Сатакарни завоевал Кукуров. Наскальная надпись в Джунагадхе Рудрадамана I включает кукур в список завоеванных им народов.

### Вришни

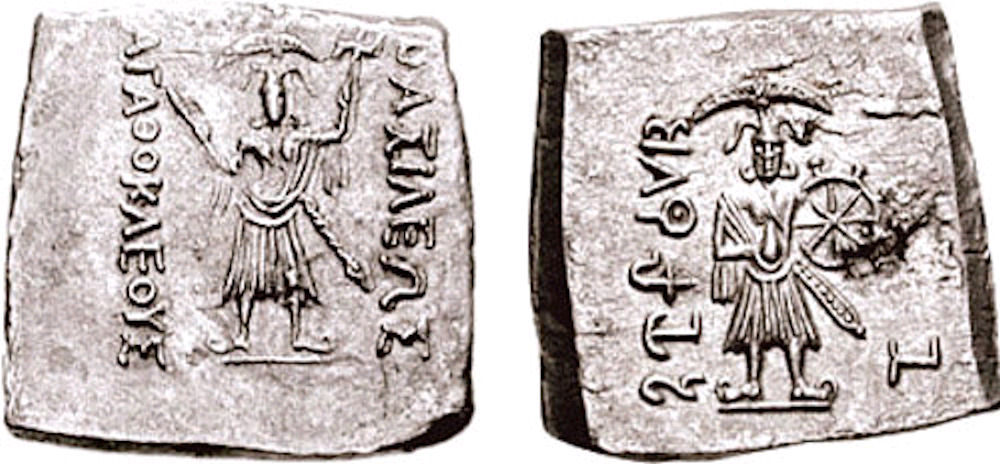
Изображения Самкаршаны и Васудевы, двух самых прославленных героев из Вришни, на монете индо-греческого царя Агафокла (c. 190 г. до н. э.)

Вришни упоминаются в ряде ведических текстов, в том числе в «Тайттирия-самхите» (III.2.9.3), «Тайттирия-брахмане» (III.10.9.15), «Шатапатха-брахмане» (III.1.1.4) и «Джайминия-упанишад-брахмане» (I.6.1). В «Тайттирия-самхите» и «Джайминия-упанишад-брахмане» упоминается Гобала, гуру, принадлежавший к этому клану.
Хотя Панини в «Аштадхьяи» (IV.1.114) включает вришни в список родов кшатриев-готр, имеющих сангху (племенную олигархию), в «Дрона-парве» (141.15) «Махабхараты», Вришни, как и Андхаки, были отнесены к категории Вратьев. В Шантипарве (81.25) «Махабхараты» Кукуры, Бходжи, Андхаки и Вришни упоминаются как сангха, а Васудева Кришна как Сангхамукья (господин сангхи). Согласно Пуранам, Вришни был одним из четырёх сыновей Сатваты. У Вришни было три (или четыре) сына: Анамитра (или Сумитра), Юдхаджит и Девамидхуша. Сыном последнего был Шура. Его сын Васудева был отцом Баларамы и Кришны.
Согласно Харивамше (II.4.37-41), вришни поклонялись богине Эканамше, в другом месте того же текста (II.2.12), Эканамша — дочь Нандагопы. Надпись Колодца Мора, найденная в деревне недалеко от Матхуры и датированная первыми десятилетиями нашей эры, описывает установку изображений пяти вира (героев) Вришни в каменном святилище человеком по имени Тоша. Эти пять героев Вришни были отождествлены с Самкаршаной, Васудевой, Прадьюмной, Анируддхой и Самбой из отрывка «Ваю-пураны» (97.1-2).

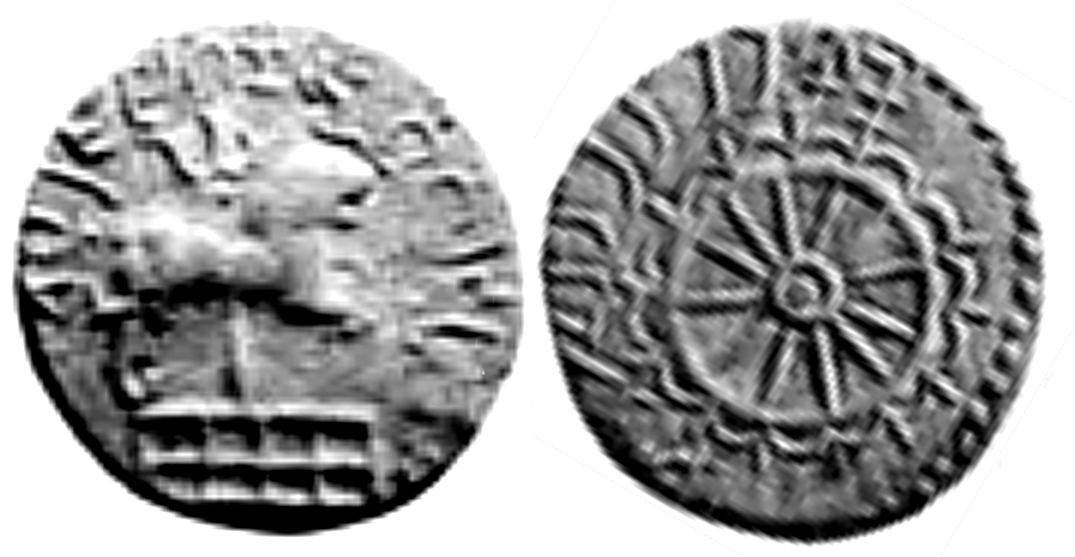
Серебряная монета Вришни из книги Александра Каннингема «Монеты Древней Индии: с древнейших времен до седьмого века» (1891 г.)

Уникальная серебряная монета Вришни была обнаружена в Хошиарпуре, в Пенджабе. Эта монета в настоящее время хранится в Британском музее в Лондоне. Позже, в Сунете, недалеко от Лудхианы, было обнаружено несколько медных монет и глиняных печатей, выпущенных Вришни.

#### Шайнеи
Считается, что Шайнеи произошли от Шини, сына Анамитры, сына Вришни. В «Махабхарате» и Пуранах самым известным шайнеем был Ююдхана, сын Сатьяки и внук Шини. Он был современником Кришны. Согласно Пуранам, Асанга был сыном Ююдханы, а Югандхара — внуком.

#### Акрура и Шьямантака
Ряд Пуран упоминает Вришни Акруру как правителя Двараки. «Нирукта» (2.2) называет его владельцем драгоценного камня. В Пуранах Акрура упоминается как сын Швапхалки, правнука Вришни и Гандини. В «Махабхарате», «Бхагавата-пуране» и «Брахма-пуране» он упоминается как хранитель Шьямантаки, самой известной драгоценности Ядавов. Согласно Пуранам, у Акруры было два сына, Девавант и Упадева.

### Братоубийственная война и её последствия
Согласно «Маусалапарве» (7.185-253) «Махабхараты», через несколько лет после битвы на Курукшетре кланы Ядавов из Двараки Андхака-Вришни были уничтожены в ходе братоубийственной войны. Баларама и Кришна умерли вскоре после неё. Позже сын Критавармы стал правителем Мриттикавати, а внук Ююдханы стал правителем территории у реки Сарасвати. Остальные выжившие Ядавы укрылись в Индрапрастхе. Ваджра, правнук Кришны, стал их царём.
Ваджра упоминается как правнук Кришны в «Вишну-пуране». Согласно разделу этого текста (IV.15.34-42), он был сыном Анируддхи и Субхадры. Но, в другом разделе (V.32.6-7), он назван сыном Анируддхи и Уши, дочери Баны и внучки Бали. Баху (или Пратибаху) был его сыном, а Сучару — внуком. В другом месте этого текста (V.38.34) он упоминается как ставший царём в Матхуре, куда была перенесена столица из Индрапрастхи.
Повествование о братоубийственной войне Ядавов также встречается в двух рассказах о Джатаке палийского буддийского канона: «Гхата Джатака» и «Самкичча Джатака». Согласно «Гхате Джатака», братья Васудева, Баладева и восемь других Андхака-Венху (вероятно, искаженная форма Андхака-Венхи) захватили Дваравати и убили её царя Камсу. Позже эти братья подрались между собой, и все, кроме Васудевы и Баладевы, погибли. Вскоре после этого Васудева и Баладева тоже умерли. «Самкичча Джатака» упоминает, что Андхака-Венху убивали друг друга. Каутилья в «Артхашастре» (IAST: Arthaśāstra) (I.6.10) упомянул уничтожение клана Вришни, называя причиной этого безрассудство.

## Система родства Ядавов
Согласно современному историку Ромиле Тхапару, родство Ядавов показывает следы матрилинейной структуры, что обнаруживается в упоминании их близкородственных браков. Это запрещалось в индоарийской системе родства. В Вишну-пуране упоминается, что Кришна женился на Рукмини, принцессе Видарбхи. Его сын Прадьюмна женился на Рукмавати, дочери Рукми, брата Рукмини. Сын Прадьюмны Анируддха женился на Рочане, внучке Рукми.

## Шурасены и Кришна
В буддийских и джайнских текстах перечислено 16 могущественных государств (шодаша махаджанапада), которые процветали в начале VI века до н. э. Шурасена была одним из царств, упомянутых в Ангуттара Никае, буддийском тексте. Столицей Шурасены была Матхура, известная также как Мадура. Мегасфен (ок. 350 г. — 290 гг. до н. э.) упоминает, что Сурасенои (Шурасены), жившие в районе Матхуры, поклонялись Гераклу, под которым Мегасфен, возможно, имел в виду Васудеву Кришну, чей культ зародился в районе Матхуры.
Существует ряд версий о происхождении Шурасен. Согласно традиции, отражённой в Линга-пуране (I.68.19), Шурасены были потомками Шурасены, сына Арджуны Картавирьи. Согласно другой традиции, описанной в Рамаяне (VII.62.6) и «Вишну-пуране» (IV.4.46), Шурасены были потомками Шурасены, сына Шатругхны, брата Рамы. Согласно Девибхагавата-пуране (IV.1.2), Шурасена был отцом Васудевы, отца Кришны. Александр Каннингем в «Древней географии Индии» утверждает, что в честь Шурасены Кришна и его потомки были также известны как Шурасены. Бхаса в «Балачарите» упоминает, что мать Камсы была из Шурасенов (Шаурасенимата).

## Религиозные места
Помимо вождеств и джагиров, Ядавам, в силу их религиозной власти, были предоставлены питамы (места). Например, согласно санаду, полученному в 1425 году (Шака Самват) Шри Кондия Гуру от Шри Пратапы Рудры, махараджи Варангала, среди Варангала было упомянуто четырнадцать мест (питамов). Впоследствии, когда Бхагьянагар был основан султаном Абдуллой из Кутуб Шахи в 1560 году нашей эры, права были признаны, и имя Голконда было заменено на Манугал. Хартия, выданная султаном Абдуллой из династии Кутб Шахи в 1071 году по хиджре, сообщает, что Кондия построил форт для султана, а также смог обнаружить золотые монеты, закопанные под землей. Согласно хартии, Кондия получал права и привилегии, причитающимися главе четырнадцати мест, двенадцати классов и двух классов Кондиаха. Он стал главой питамов. Возможно, в это время они уже находились под его влиянием, хотя и были включены в хартию.